# 容肇祖
容肇祖（1897年12月1日—1994年1月23日），原名念祖，字元胎、液调，男，广东东莞人，中国古典哲学研究家、民俗学家和历史学家。曾任任中国社会科学院哲学研究所研究员，硕士生导师，中国社会科学院研究生院兼职教授，国务院古籍整理出版小组顾问，中国民俗学会副会长，中国哲学史学会顾问。他的著作《明代思想史》被学界誉为“里程碑式著作，断代哲学史的典范”。

## 生平
容肇祖于1897年出生在广东省东莞县。他于1917年毕业于东莞中学，次年考进广东高等师范学校英语部学习，1921年毕业。1922年，他考入北京大学哲学系，先是沉醉于学习新兴的心理学，后受胡适的影响，逐渐转向思想史研究。其时胡适开设的“中国哲学史”课程颇具影响，傅斯年、顾颉刚以其系统而有条理，甚为认可。1925年参加北大民俗调查会组织的对妙峰山进香者的调查。这是国内第一次有目的、有计划、有组织的民俗调查，故称为开中国民俗运动之先河。
1926年他于北大毕业后，任厦门大学国文系讲师兼国学研究院编辑。
1927年2月回广州，当时鲁迅任中山大学教务长，在厦大时容方认识鲁迅，并在魏晋思想研究方面得鲁迅之惠。不久，由林语堂写信给鲁迅，顾颉刚也写信给中大文学院长傅斯年，容肇祖得以到中山大学预科教国文兼文学院哲学系的中国哲学史。鲁迅赠容《汉代文学史》讲义。随后容先生任预科国文教授兼国文科主任，并与任中山大学历史系教授兼系主任的顾颉刚以及钟敬文等人发起成立了中山大学民俗学会。顾颉刚在中大主持创办了三种杂志：
- 《中山大学语言历史学研究所周刊》
- 《民间文艺周刊》
- 《中山大学图书馆周刊》，

钟敬文与容肇祖主要负责《民间文艺》（后改为《民俗》周刊），而以容肇祖负责的期数最多，并推动《民俗》进入其繁盛期。
1928年任民俗学会第一任主席，并主编《民俗周刊》、出版民俗丛书。1930年至1933年，他先后任中山大学、岭南大学副教授。1934年任辅仁大学国文、历史、音学副教授兼北京大学哲学系讲师。1937年到1945年，容肇祖先后任教于北大、清华、南开三所大学组成的长沙临时大学、昆明西南联合大学及香港中文大学、岭南大学、中山大学。1946年，容肇祖三进北京大学，任哲学系教授。
1952年，他被调到北京市文教委员会文物组任研究员，从事古文物整理、鉴定等工作。1956年，容肇祖到中国科学院哲学社会科学部哲学研究所任研究员。
文革期间，容被“抄家三次”，并先后被下放到河南息县和明港等地劳动。以后虽于1973年调回北京，但他几十年所积累的资料及“专著和散文，特别是未付印的手稿（《李贽传，附李贽著作考》和《清代思想史》等），丧失殆尽”。1986年12月离休。1994年在北京病逝，享年97岁。

## 家族
祖父容鹤龄为同治二年进士，不愿做官，掌教东莞龙溪书院数十年。父亲容作恭，是广雅书院学生，清朝的拔贡。大哥容庚。

## 主要著述
- 冯梦龙与三言 容肇祖等 台湾：木铎出版社，民国72年
- 迷信与传说  容肇祖著   1929年
- 魏晋的自然主义 容肇祖 上海：商务印书馆，1935年
- 中国文学史大纲 容肇祖 朴社，民国24 [1935]
- 李卓吾评传  容肇祖著 商务印书馆 1936年
- 韩非子考证  容肇祖撰 商务印书馆 1936年
- 韩非子年表  容肇祖编
- 明代思想史 容肇祖 上海：开明书店，民国30 [1941]
- 先秦法家 成都交通书局 1946年
- 李贽年谱 容肇祖编 北京：生活·读书·新知三联书店，1957
- 何心隐集 (明)何心隐，容肇祖整理 北京：中华书局，1960
- 王安石老子注辑本 (宋)王安石；容肇祖辑 北京：中华书局，1979
- 吴廷翰集 (明) 吴廷翰，容肇祖点校 北京：中华书局，1984
- 崇正辩斐然集 (宋) 胡寅；容肇祖点校 北京：中华书局，1993